# British Empire Trophy 1932
British Empire Trophy 1932 je bila peta neprvenstvena dirka v sezoni Velikih nagrad 1932. Odvijala se je 30. aprila 1932 na britanskem dirkališču Brooklands. Iz dveh voženj po 18 krogov se je najboljših osem dirkačev uvrstilo v finale, kjer so dirkači vozili 36 krogov.

## Rezultati

### Finale
| Poz | Št | Dirkač           | Moštvo    | Dirkalnik       | Krogi | Čas/Odstop |
| --- | -- | ---------------- | --------- | --------------- | ----- | ---------- |
| 1   | 47 | John Cobb        | Privatnik | Delage V12 LSR  | 36    | 47:29      |
| 2   | 44 | George Eyston    | Privatnik | Panhard 8C      | 36    | 47:29      |
| 3   | 31 | Earl Howe        | Privatnik | Delage 15S8     | 36    | 48:11      |
| Ods | 42 | Jack Dunfee      | Privatnik | Bentley Speed 6 | 35    | Pomota     |
| Ods | 46 | Tim Birkin       | Privatnik | Bentley 4.5S    | 18    | Cilinder   |
| Ods | 35 | Henken Widengren | Privatnik | O.M. GP8        | 14    | Motor      |

### Pred-dirki
Odebeljeni dirkači so se uvrstili v finale.

#### Pred-dirka 1
| Poz | Št | Dirkač           | Moštvo    | Dirkalnik   | Krogi | Čas/Odstop |
| --- | -- | ---------------- | --------- | ----------- | ----- | ---------- |
| 1   | 31 | Earl Howe        | Privatnik | Delage 15S8 | 18    | 28:24      |
| 2   | 35 | Henken Widengren | Privatnik | O.M. GP8    | 18    | 29:42      |
| 3   | 25 | Bill Humphreys   | Privatnik | Amilcar C6  | 18    | 32:22      |
| 4   | 12 | Earl of March    | Privatnik | Austin 7    | 18    | 32:26      |
| Ods | 23 | G. Crowther      | Privatnik | Crossley 10 | 6     |            |
| Ods | 24 | A. Gilbert       | Privatnik | Crossley 10 | 2     |            |
| Ods | 21 | Frank Ashby      | Privatnik | Riley 6     |       |            |
| Ods | 11 | Goldie Gardner   | Privatnik | MG Midget C |       |            |

#### Pred-dirka 2
| Poz | Št | Dirkač         | Moštvo    | Dirkalnik       | Krogi | Čas/Odstop |
| --- | -- | -------------- | --------- | --------------- | ----- | ---------- |
| 1   | 44 | George Eyston  | Privatnik | Panhard 8C      | 18    | 23:46      |
| 2   | 42 | Jack Dunfee    | Privatnik | Bentley Speed 6 | 18    | 24:45      |
| 3   | 47 | John Cobb      | Privatnik | Delage V12 LSR  | 18    | 25:11      |
| 4   | 46 | Tim Birkin     | Privatnik | Bentley 4.5S    | 18    | 25:39      |
| 5   | 43 | Brian Lewis    | Privatnik | Talbot 105      | 18    | 26:56      |
| 6   | 41 | Roland Hebeler | Privatnik | Talbot 90       | 18    | 31:20      |